# 青山公路－屏山段

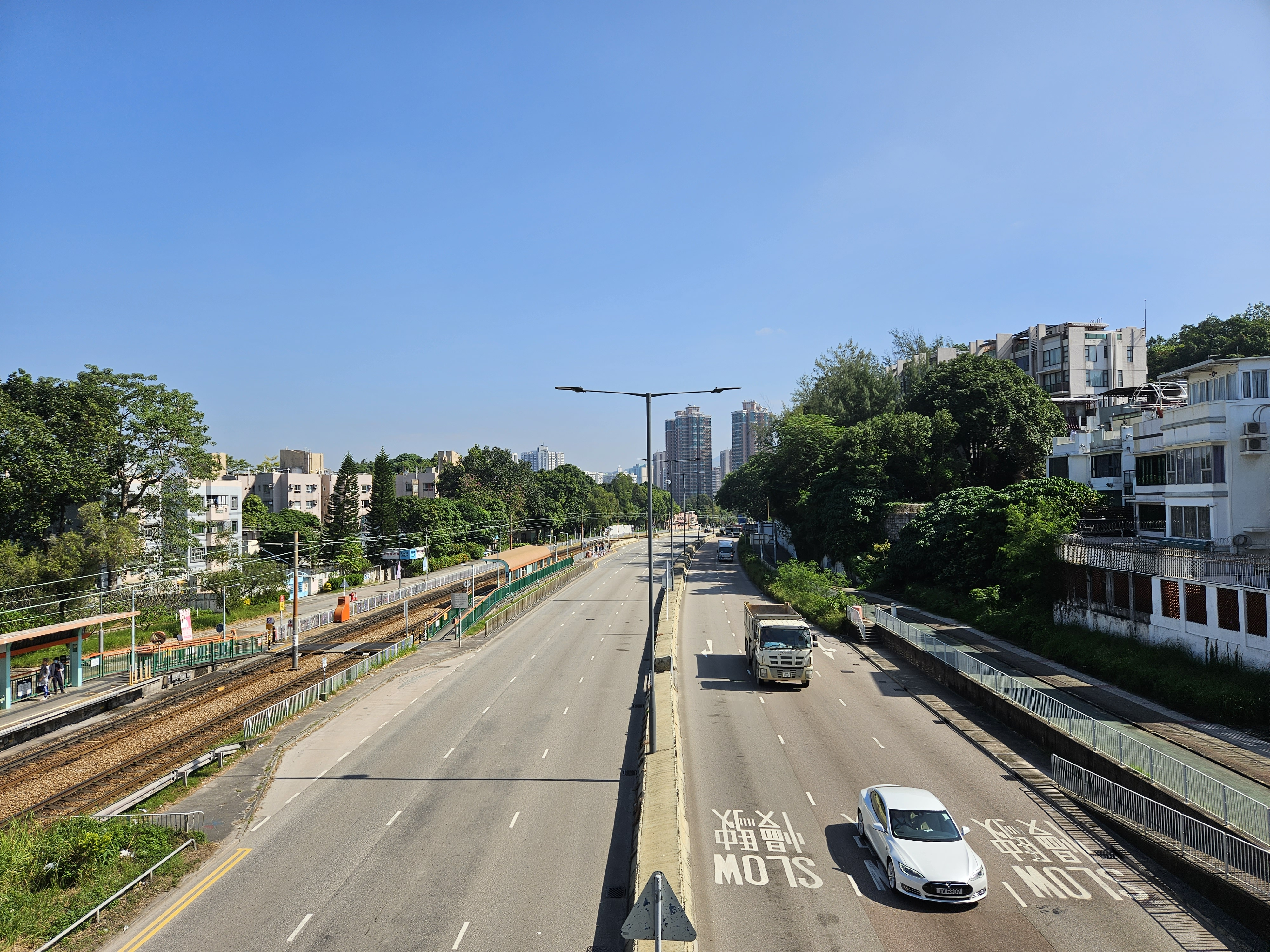
青山公路－屏山段近屏山站

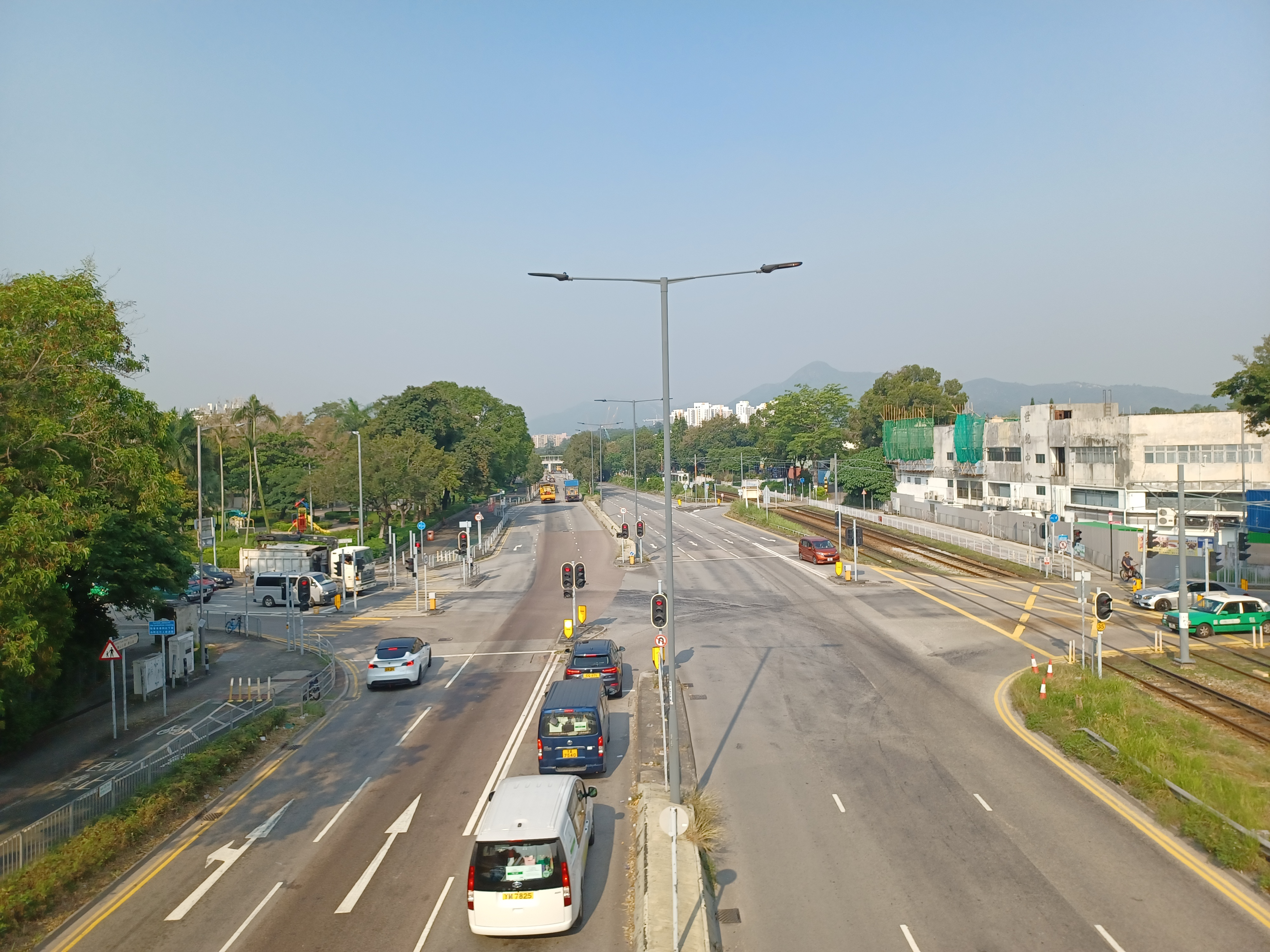
青山公路－屏山段近屏山站

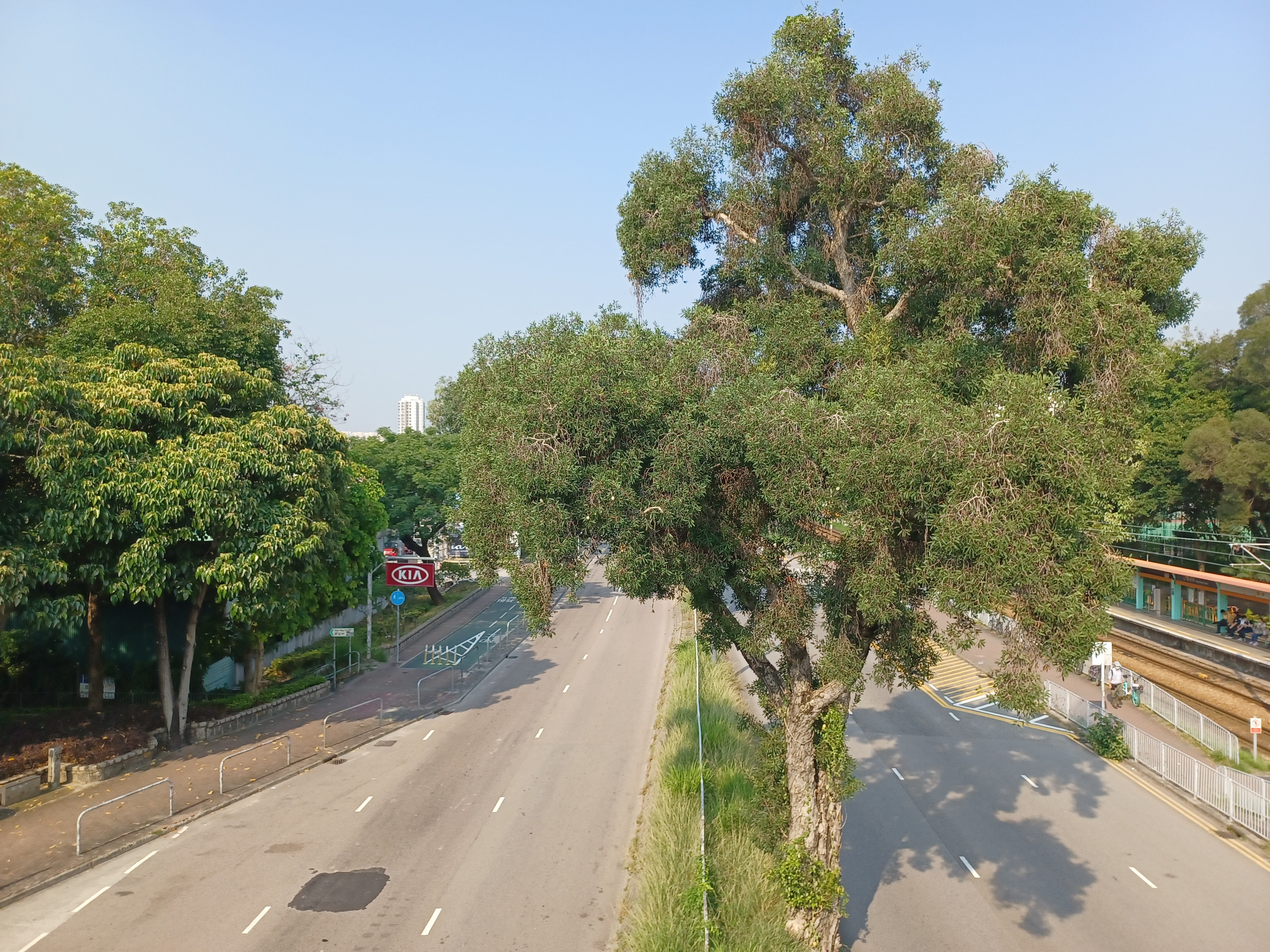
青山公路－屏山段近塘坊村站

青山公路－屏山段（英語：Castle Peak Road - Ping Shan），是青山公路其中一段，路段由通往大道村的支路開始，東延至元朗警署。九巴對整條青山公路的分站代號前綴均為CA07。
青山公路－屏山段的西端接洪水橋段，東端則接元朗段。

## 歷史
青山公路歷史悠久，在1990年代以前，青山公路藍地至屏山各段曾是元朗區前往市區的主要道路，但沿線地區都是鄉郊村落，除了洪水橋一帶較為繁忙以外，甚少乘客在該段上落客。
青山公路－屏山段的沿線村落都歸入屏山鄉的範圍內，雖然水邊圍一帶已經開發，部份地方歸元朗市的選區，但有關路段仍屬屏山段。
2020年，房委會把朗邊中轉房屋重建成朗天苑，其基礎設施工程範圍包括興建一條橫跨青山公路－屏山段的行人橋及相關的升降機設施。